# Étude paranoïaque critique de « La Dentellière » de Vermeer
Étude paranoïaque critique de « La Dentellière » de Vermeer est un tableau réalisé par le peintre espagnol Salvador Dalí en 1955. Cette huile sur toile est une variation surréaliste sur le thème de La Dentellière de Johannes Vermeer. Elle est conservée au musée Solomon-R.-Guggenheim, à New York.